# Розстріл колони біженців під Новосвітлівкою
Розстріл колони біженців під Новосвітлівкою — воєнний злочин, вчинений проросійськими бойовиками 18 серпня 2014 року. Колону біженців з селищ Новосвітлівка та Хрящувате, що рятувалися з зони бойових дій, було обстріляно збройними формуваннями ЛНР. 18 цивільних загинуло.

## Передумови
В кінці серпня 2014 року під Луганськом точилися запеклі бої. Українська армія практично оточила Луганськ, позбавивши можливості постачання проросійських бойовиків підкріпленнями з Росії. В результаті російське командування залучило регулярні з'єднання російської армії, що в боях під Новосвітлівкою та Хрящуватим почали операцію з повторного пробиття дороги до Луганська. Російські війська завдавали важких артилерійських ударів по селищам, і українські сили допомагали біженцям евакуюватися з зони бойових дій.

## Перебіг подій
За даними Анатолія Прошина, керівника прес-центру оперативного командування «Північ», колону біженців сформували за наказом армійського командування з метою не допустити жертви серед мирного населення, бо в цих місцях ішли активні бої. Біженців вивозили українськими військовими вантажівками, колона була відмічена білими прапорами та іншими позначками, що вказували на перевезення мирного населення.
18 серпня о 9:40 ранку бойовики завдали артилерійського удару по колоні, що рухалася трасою. Результатом удару стали великі жертви цивільних, люди згоріли прямо в автомобілях.
Одразу після удару інформаційний центр ДНР проросійських бойовиків повідомив про успішний артилерійський удар по позиціям українських військ у Хрящуватому, сповістивши про 30 чоловік загиблих.

### Розслідування
Матеріали, відзняті на місці події, дозволили встановити деякі подробиці. Було знищено вантажівку ЗІЛ-131.
Місцевий житель повідомив:
В листопаді 2014 року інцидент розслідували представники російського «Меморіалу», які підтвердили, що колону обстріляли сепаратисти або російські військові.

## Втрати
19 серпня 2014 року РНБО сповістили, що загинуло щонайменше 17 осіб, 6 чоловік дістали поранення.

## Реакція
- У той же день речник РНБО Андрій Лисенко повідомив, що колону біженців на трасі між селищами Хрящувате та Новосвітлівка зранку 18 серпня обстріляли сепаратисти.[2]
- Представник ДНР Андрій Пургін заявив, що у них «немає можливості направляти "Гради" на цю територію», а також що це саме українські сили обстрілюють дорогу авіацією.[2]

## Матеріали
- Злочини російських військ в с. Хрящувате і Новосвітлівка[4] // 67viktor, 4 березня 2016